# Georg Tuxhorn

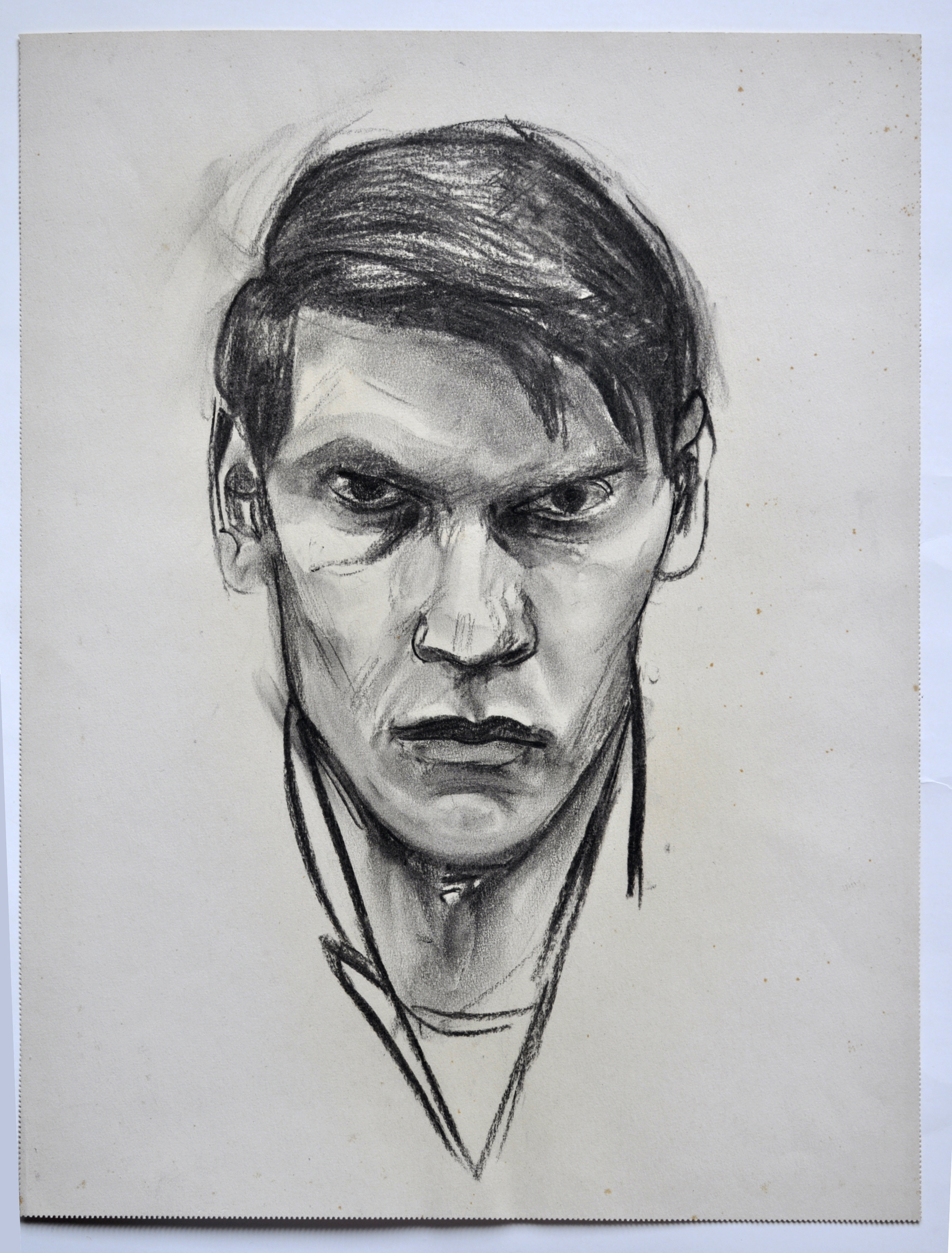
Georg Tuxhorn, Selbstbildnis, um 1928, Kohle auf Papier, Privatbesitz

Georg Tuxhorn (* 8. Mai 1903 in Bielefeld; † 8. Oktober 1941 ebenda) war ein deutscher Kunstmaler; er wird der „Bielefelder Moderne“ (1907–1926) zugerechnet.

## Leben
Tuxhorn ist der jüngste Sohn des gelernten Drehers Adolf Tuxhorn (1869–1954) und seiner Frau Emma Tuxhorn (1873–1965), geborene Strunk, in der Wittekindstraße 2a in Bielefeld geboren. Sein Vater wird im folgenden Jahr Teilhaber der 1901 von Heinrich Welland gegründeten Armaturen- und Maschinenfabrik in Bielefeld-Brackwede. Dort bezieht die Familie 1904 ein Haus. Georgs Bruder Otto (1894–1944) gründet im Jahr 1919 mit seinem Bruder Paul (1894–1944) die „Gebr. Tuxhorn OHG“, die ebenfalls Armaturen herstellt. Ein weiterer Bruder, Adolf (1898–1902), stirbt bereits im Kindesalter. Ab 1919 besuchte er die Handwerker- und Kunstgewerbeschule Bielefeld und im Anschluss die Kunstakademien Dresden und Düsseldorf. 1923 kehrte Tuxhorn nach Bielefeld  zurück und hatte 1924 seine erste Einzelausstellung in der Galerie Otto Fischer. Nach einem Studienaufenthalt in Düsseldorf ließ er sich 1928 als freischaffender Künstler in Bielefeld nieder.

„Tuxhorns Farben werden ruhiger und gedeckter, seine Malerei orientiert sich zudem stark an realistischen Tendenzen der Kunst dieser Jahre und verrät nichts mehr von seinem expressionistischem  Frühwerk.“

Ab Oktober 2016 fand eine Ausstellung mit Werken des vor 75 Jahren verstorbenen Künstlers im Böckstiegel-Haus statt. Ein großer Teil des Nachlasses des Künstlers befindet sich seit dem Herbst 2022 im Museum Peter August Böckstiegel in Werther.

## Werke (Auswahl)
- 1924: Selbstbildnis. Öl auf Leinwand, 68 × 64 cm; Kunsthalle Bielefeld
- 1927/1929: Die Baltin. Öl auf Leinwand, LWL-Museum für Kunst und Kultur in Münster[4]
- 1929: Neue Ausmalung der Süsterkirche, Wandmosaik im Chorraum.[5]